# Ступень (техника)
Ступе́нь — грузонесущий элемент лестничного полотна эскалатора.

## Описание
Ступени представляют собой тележки на четырёх колёсах(бегунках- основной и вспомогательный), которые крепятся к двум тяговым цепям в непрерывно движущееся полотно, образующее лестницу на рабочей ветви эскалатора.
Ступень шарнирно связана с тяговыми цепями полотна таким образом, чтобы на рабочей ветви лестничного полотна образовывались горизонтальные площадки, удобные в эксплуатации.